# 1998 QB26
1998 QB26 är en asteroid i huvudbältet som upptäcktes den 25 augusti 1998 av Višnjan-observatoriet i Kroatien.